# Budimír
Budimír je mužské křestní jméno slovanského původu. Vykládá se jako „probouzej mír“, „probouzej svět“, „buď mírný“. Další variantou jména je Budimil, který se vykládá jako „buď milý“. Ženská varianta jména je Budimíra.
Podle staršího kalendáře má svátek 16. března.

## Budimír v jiných jazycích
- Rusky, chorvatsky, bulharsky: Budimir
- Maďarsky: Bodomér

## Známí nositelé jména
- Budimir Đukić – srbský fotbalový hráč